# Кошкин, Фёдор Фёдорович
Фёдор Фёдорович Ко́шкин (1927—1993) — вальщик леса, Герой Социалистического Труда (1966).

## Биография
Родился в крестьянской семье, учился в Куйтежской школе, карел. В годы Великой Отечественной войны работал на лесозаготовках в Карелии.
В 1947 году призван в армию на Северный флот, служил матросом на торпедном катере.
С 1951 года, после демобилизации, работал возчиком леса, вальщиком леса, бригадиром комплексной лесозаготовительной бригады Олонецкого леспромхоза.
Бригада Ф. Ф. Кошкина являлась школой передового опыта для лесозаготовителей Карелии и РСФСР. Здесь проходили стажировку лесозаготовители, перенимая навыки рациональной разработки лесосек и комплексного использования древесины. Кошкину Ф. Ф. было присвоено звание «Почётный мастер заготовок леса и лесосплава».
Делегат XXIV съезда КПСС.